# Список млекопитающих Сингапура

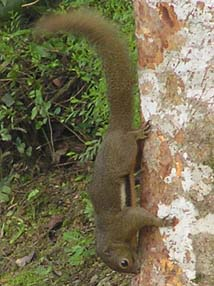
Трёхцветная белка, Callosciurus notatus

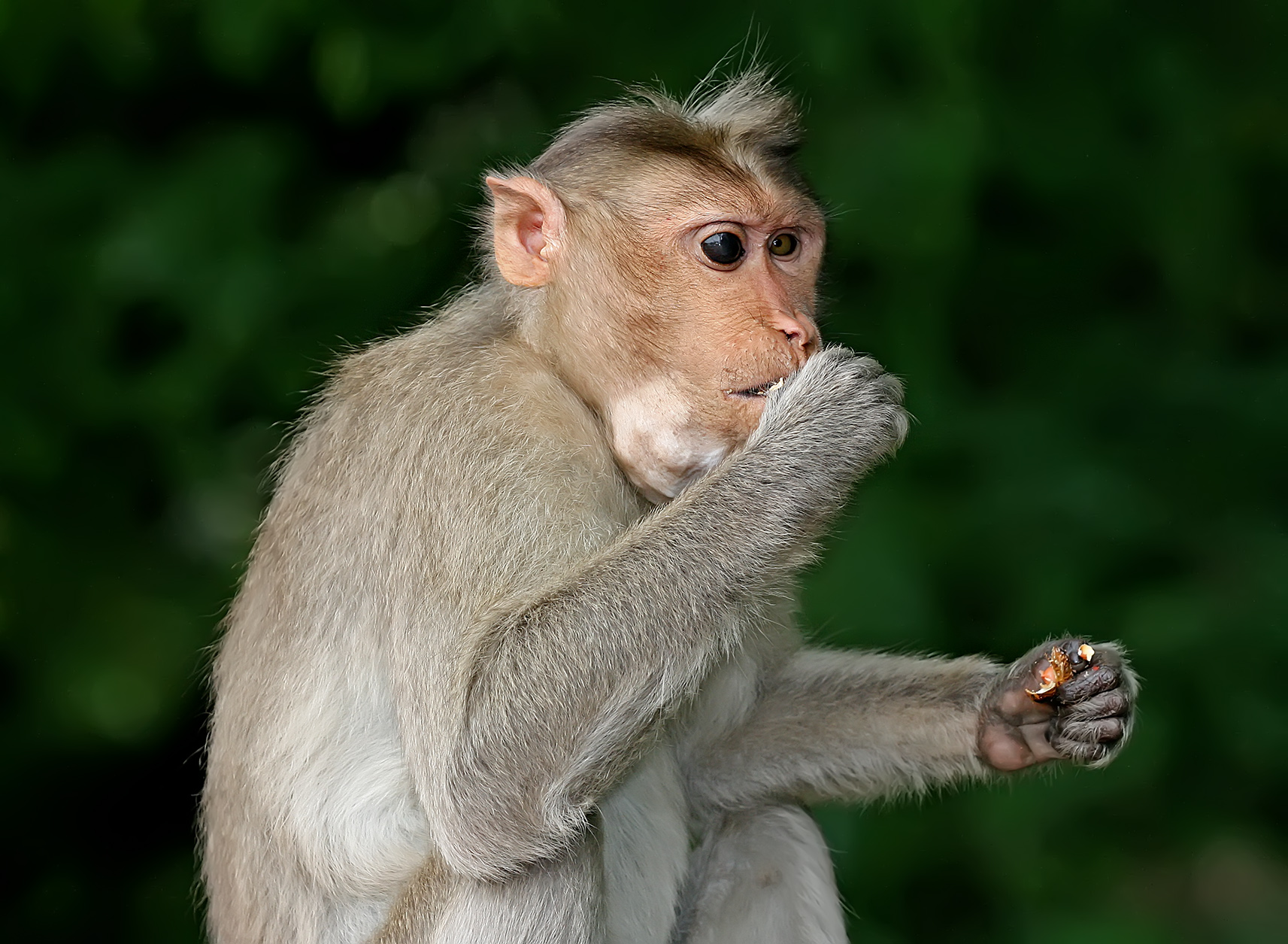
Макак-крабоед, Macaca fascicularis

В настоящее время в Сингапуре насчитывают около 65 видов млекопитающих. Со времени основания современного Сингапура в 1819 году было зарегистрировано более 90 видов, в том числе такие крупные виды, как тигры, леопарды и замбары. Большинство из них с тех пор вымерли, в основном из-за быстрого развития городов, причем иногда такие крупные млекопитающие, как азиатские слоны, переплывающие через Джохорский пролив в районе малайзийского города Джохор.
Многие выжившие виды имеют критически низкую численность популяции, наиболее серьезным под угрозой исчезновения является ситуация с кремовой белкой, которая в последний раз была замечена в 1995 году и теперь, возможно, вымерла. Полосатый лангур насчитывает около 50 особей. Однако некоторые виды могут быть заново открыты в более отдаленных районах страны, такие виды как малайский дикобраз, который был обнаружен на Пулау Теконг в 2005 году и большой оленёк на Пулау Убин в 2009 году.
Наиболее часто встречающимися местными млекопитающими являются макак-крабоед и трёхцветная белка. Крупнейшим наземным млекопитающим, которое все еще можно найти, является дикая свинья, которая распространена на морских островах Пулау Убин и Пулау Теконг, но также встречается на материке. Однако крупнейшими млекопитающими в Сингапуре являются морские существа, такие как дюгони и дельфины. Шерстокрылы тоже являются крупными существами, но они редко видны из-за их неуловимости и маскировки.

## Подкласс:Звери

### Инфракласс:Eutheria

#### Отряд:Хоботные(слоны)

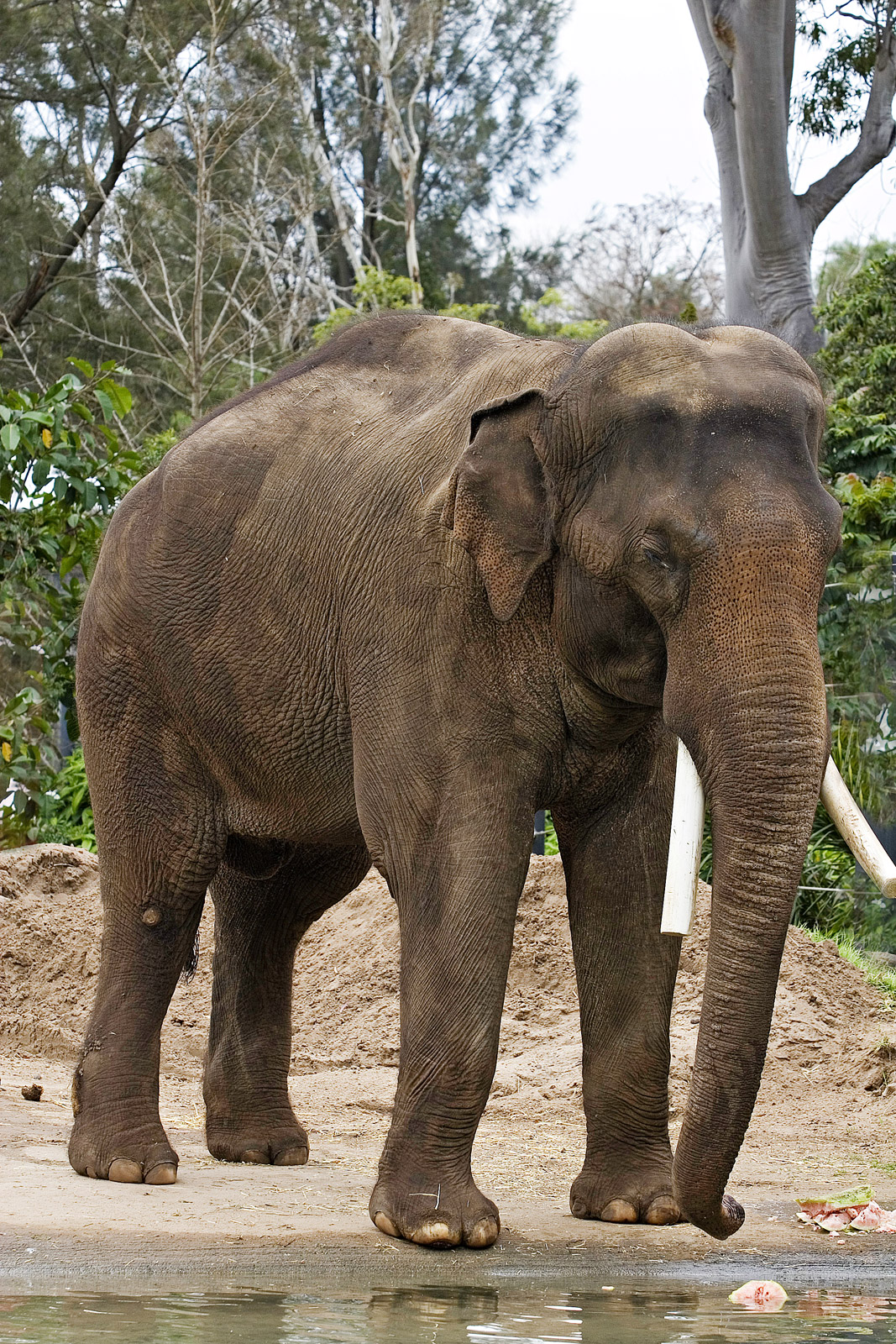
Азиатский слон

- Семейство: Слоновые (слоны)
  - Род: Индийские слоны
    - Азиатский слон, Elephas maximus

#### ОтрядСирены(морские коровы)
- Семейство Дюгоневые (дюгони)
  - Род: Дюгони
    - Дюгонь, Dugong dugon

#### Отряд:Тупайи(тупайи)
- Семейство: Тупайевые
  - Род: Тупайи
    - Обыкновенная тупайя, Tupaia glis

#### Отряд:Шерстокрылы(кагуаны)

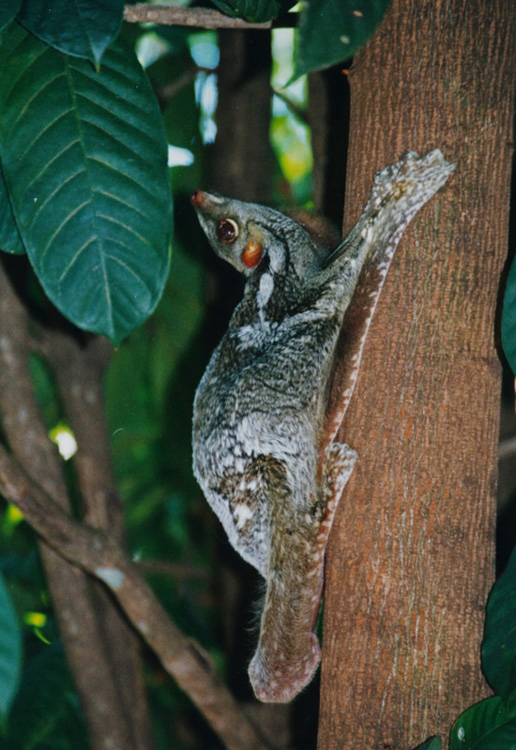
Малайский шерстокрыл

- Семейство: Шерстокрыловые (летающие лемуры)
  - Род: Малайские шерстокрылы
    - Малайский шерстокрыл, Galeopterus variegatus

#### Отряд:Приматы(приматы)
- Подотряд: Мокроносые обезьяны
  - Инфраотряд: Лориобразные
    - Семейство: Лориевые
      - Род: Толстые лори
        - Медленный лори, Nycticebus coucang
        - Карликовый лори, Nycticebus pygmaeus
- Подотряд: Сухоносые обезьяны
  - Инфраотряд: Обезьянообразные
    - Парвотряд: Узконосые обезьяны
      - Надсемейство: Собакоголовые
        - Семейство: Мартышковые (Обезьяны Старого Света)
          - Подсемейство: Мартышковые
            - Триба: Papionini
              - Род: Макаки
                - Макак-крабоед, Macaca fascicularis
                - Южный свинохвостый макак, Macaca nemestrina

          - Подсемейство: Тонкотелые обезьяны
            - Триба: Тонкотелы
              - Род: Лангуры
                - Полосатый лангур, Presbytis femoralis

              - Род: Кази
                - Очковый тонкотел, Trachypithecus obscurus

      - Надсемейство: Человекообразные обезьяны
        - Семейство: Гоминиды (высшие приматы)
          - Подсемейство: Гоминины
            - Триба: Гоминини
              - Род: Люди
                - Человек разумный, Homo sapiens

#### Отряд:Грызуны(грызуны)
- Подотряд: Дикобразообразные
  - Семейство: Дикобразовые
    - Род: Дикобразы
      - Малайский дикобраз, Hystrix brachyura[6]
- Подотряд: Белкообразные
  - Семейство: Беличьи (белки)
    - Подсемейство: Callosciurinae
      - Род: Прекрасные белки
        - Трёхцветная белка, Callosciurus notatus
        - Белка Финлайсона, Callosciurus finlaysonii

      - Род: Малайские белки
        - Трёхполосая белка, Lariscus insignis

      - Род: Зондские белки
        - Стройная белка, Sundasciurus tenuis

      - Род: Rhinosciurus
        - Длинноносая белка, Rhinosciurus laticaudatus

    - Подсемейство: Ratufinae
      - Род: Гигантские белки
        - Кремовая белка, Ratufa affinis

    - Подсемейство: Sciurinae
      - Триба: Pteromyini
        - Род: Стрелохвостые летяги
          - Мьянманская летяга, Hylopetes spadiceus[7]

        - Род: Индонезийские летяги
          - Индонезийская летяга, Iomys horsfieldii[7]

        - Род: Гигантские летяги
          - Гигантская летяга, Petaurista petaurista
- Подотряд: Мышеобразные
  - Семейство: Мышиные (мыши и крысы)
    - Подсемейство: Мышиные
      - Род: Домовые мыши
        - Домовая мышь, Mus musculus

      - Род: Крысы
        - Серая крыса, Rattus norvegicus
        - Крыса Танезуми, Rattus tanezumi
        - Малая крыса, Rattus exulans
        - Rattus tiomanicus
        - Малайзийская крыса, Rattus annandalei

      - Род: Восточные колючие крысы
        - Крыса раджи, Maxomys rajah
        - Рыжая колючая крыса, Maxomys surifer

#### ОтрядНасекомоядные(насекомоядные)
- Семейство: Землеройковые (землеройки)
  - Подсемейство: Белозубочьи
    - Род: Многозубки
      - Гигантская белозубка, Suncus murinus

    - Род: Белозубки
      - Малайская белозубка, Crocidura malayana

#### Отряд:Рукокрылые(летучие мыши)
- Семейство: Крылановые (летающие лисицы, летучие мыши Старого Света)
  - Подсемейство: Cynopterinae
    - Род: Коротконосые крыланы
      - Малайский коротконосый крылан, Cynopterus brachyotis
      - Коротконосый крылан Хорсфилда, Cynopterus horsfieldii

    - Род: Пещерные крыланы
      - Пещерный крылан, Eonycteris spelaea

    - Род: Penthetor
      - Крылан Лукаса, Penthetor lucasi

  - Подсемейство: Macroglossinae
    - Род: Длинноязыкие крыланы
      - Малый длинноязыкий крылан, Macroglossus minimus

  - Подсемейство: Pteropodinae
    - Род: Летучие лисицы
      - Гигантская летучая лисица, Pteropus vampyrus

  - Подсемейство: Rousettinae
    - Род: Летучие собаки
      - Летучая собака Жоффруа, Rousettus amplexicaudatus
- Семейство: Футлярохвостые
  - Род: Афроазиатские мешкокрылы
    - Футлярохвостый мешкокрыл, Emballonura monticola

  - Род: Мешкобородые мешкокрылы
    - Мешкокрыл Темминка, Saccolaimus saccolaimus

  - Род: Могильные мешкокрылы
    - Чернобородый мешкокрыл, Taphozous melanopogon
- Семейство: Щелемордые
  - Род: Щелеморды
    - Малайский щелеморд, Nycteris tragata
- Семейство: Копьеносые
  - Род: Афроазиатские ложные вампиры
    - Малайский ложный вампир, Megaderma spasma
- Семейство: Подковоносые
  - Подсемейство: Rhinolophinae
    - Род: Подковоносы
      - Индийский подковонос, Rhinolophus lepidus
      - Гигантский подковонос, Rhinolophus luctus
      - Мохнатый подковонос, Rhinolophus sedulus
      - Малайзийский подковонос, Rhinolophus stheno
      - Трёхлистный подковонос, Rhinolophus trifoliatus
- Семейство: Подковогубые
  - Род: Подковогубы
    - Двухцветный листонос, Hipposideros bicolor
    - Малый листонос, Hipposideros cineraceus
    - Коричневый листонос, Hipposideros cervinus
    - Листонос Ридлея, Hipposideros ridleyi
- Семейство: Гладконосые летучие мыши
  - Подсемейство: Kerivoulinae
    - Род: Воронкоухие гладконосы
      - Гладконос Хардвика, Kerivoula hardwickii

  - Подсемейство: Myotinae
    - Род: Ночницы
      - Сингапурская ночница, Myotis oreias[8]
      - Малая ночница, Myotis muricola
      - Ночница Хасселта, Myotis hasseltii
      - Ночница Хорсфилда, Myotis horsfieldii

  - Подсемейство: Vespertilioninae
    - Род: Домовые гладконосы
      - Scotophilus kuhlii

    - Род: Нетопыри
      - Яванский нетопырь, Pipistrellus javanicus
      - Малайская вечерница, Pipistrellus stenopterus

    - Род: Tylonycteris
      - Tylonycteris pachypus
      - Tylonycteris robustula

  - Подсемейство: Murininae
    - Род: Трубконосы
      - Малайзийский трубконос, Murina suilla
- Семейство: Бульдоговые летучие мыши
  - Род: Cheiromeles
    - Голокож, Cheiromeles torquatus

  - Род: Малые складчатогубы
    - Азиатский малый складчатогуб, Chaerephon plicata

#### Отряд:Панголины(панголины)
- Семейство: Панголиновые
  - Род: Ящеры
    - Яванский ящер, Manis javanica

#### Отряд:Китообразные(киты)
- Подотряд: Зубатые киты
  - Надсемейство: Platanistoidea
    - Семейство: Дельфиновые (морские дельфины)
      - Род: Иравадийские дельфины
        - Иравадийский дельфин, Orcaella brevirostris

      - Род: Малые косатки
        - Малая косатка, Pseudorca crassidens

      - Род: Горбатые дельфины
        - Китайский дельфин, Sousa chinensis

      - Род: Афалины
        - Индийская афалина, Tursiops aduncus

    - Семейство: Морские свиньи (морские свиньи)
      - Род: Беспёрые морские свиньи
        - Беспёрая морская свинья, Neophocaena phocaenoides

  - Надсемейство: Physeteroidea
    - Семейство: Кашалотовые (кашалоты)
      - Род: Кашалоты
        - Кашалот, Physeter macrocephalus

#### Отряд:Хищные(хищники)
- Подотряд: Кошкообразные
  - Семейство: Кошачьи (кошки)
    - Подсемейство: Малые кошки
      - Род: Кошки
        - Кошка, Felis silvestris catus

      - Род: Восточные кошки
        - Бенгальская кошка, Prionailurus bengalensis
        - Суматранская кошка, Prionailurus planiceps

    - Подсемейство: Большие кошки
      - Род: Дымчатые леопарды
        - Дымчатый леопард, Neofelis nebulosa

      - Род: Пантеры
        - Тигр, Panthera tigris
        - Леопард, Panthera pardus

  - Семейство: Мангустовые (мангусты)
    - Род: Мангусты
      - Короткохвостый мангуст, Herpestes brachyurus

  - Семейство: Виверровые (циветты)
    - Подсемейство: Paradoxurinae
      - Род: Бинтуронги
        - Бинтуронг, Arctictis binturong

      - Род: Трёхполосые циветы
        - Трёхполосая цивета, Arctogalidia trivirgata

      - Род: Гималайские циветы
        - Гималайская цивета, Paguma larvata

      - Род: Мусанги
        - Мусанг, Paradoxurus hermaphroditus

    - Подсемейство: Viverrinae
      - Род: Циветты
        - Крупнопятнистая цивета, Viverra megaspila
        - Тангалунга, Viverra tangalunga
        - Большая цивета, Viverra zibetha

      - Род: Малые циветы
        - Малая цивета, Viverricula indica

    - Подсемейство: Hemigalinae
      - Род: Выдровые циветы
        - Выдровая цивета, Cynogale bennettii
- Подотряд: Собакообразные
  - Семейство: Псовые (собаки)
    - Род: Волки
      - Собака, Canis lupus familiaris

  - Семейство: Куньи (куньи)
    - Род: Бескоготные выдры
      - Восточная бескоготная выдра, Aonyx cinerea

    - Род: Гладкошёрстные выдры
      - Гладкошёрстная выдра, Lutrogale perspicillata[9]

    - Род: Выдры
      - Суматранская выдра, Lutra sumatrana

#### Отряд:Непарнокопытные(непарнокопытные)
- Семейство: Тапировые (тапиры)
  - Род: Тапиры
    - Чепрачный тапир, Tapirus indicus

#### Отряд:Парнокопытные(парнокопытные)
- Семейство: Свиньи (свиньи)
  - Подсемейство: Suinae
    - Род: Кабаны
      - Дикий кабан, Sus scrofa[10]
- Семейство: Оленевые (олени)
  - Подсемейство: Настоящие олени
    - Род: Настоящие олени
      - Индийский замбар, Rusa unicolor

  - Подсемейство: Мунтжаковые
    - Род: Мунтжаки
      - Мунтжак, Muntiacus muntjak
- Семейство: Оленьковые (оленьки)
  - Род: Азиатские оленьки
    - Tragulus kanchil
    - Большой оленёк, Tragulus napu
- Семейство: Полорогие (полорогие)
  - Подсемейство: Бычьи
    - Род: Настоящие быки
      - Дикий бык, Bos taurus
      - Як, Bos mutus